# Freinsheim
Freinsheim es una ciudad alemana, rodeada por el distrito de Bad Dürkheim, perteneciente al Estado federado de Renania-Palatinado (en alemán Rheinland-Pfalz).